# Randy Edwini-Bonsu
Pour les articles homonymes, voir Bonsu.
Randy Edwini-Bonsu est un joueur international canadien de soccer né le 20 avril 1990 à Kumasi (Ghana), jouant au poste d'attaquant.

## Biographie

### En club
Avec l'Eintracht Brunswick, il joue 16 matchs en deuxième division allemande (deux titularisations), sans inscrire de but.

### En équipe nationale
Il reçoit sa première sélection en équipe du Canada le 31 janvier 2010, en amical contre la Jamaïque (défaite 0-1). Il inscrit son premier but avec le Canada le 30 mars 2015, en amical contre Porto Rico (victoire 0-3).
Le 11 juin 2015, il joue un match contre la République dominicaine rentrant dans le cadre des éliminatoires du mondial 2018 (victoire 0-2). Il s'agit de son dernier match en équipe nationale.
Il participe avec le Canada à la Gold Cup 2013, mais en restant sur le banc des remplaçants.